# Out of the Gutter
Out of the Gutter – album zespołu The Cockney Rejects. Materiał nagrano w latach 2001/2002 w studiach: CVC i Trinity Heights.

## Utwory
1. "Out of the Gutter" – 2:54
2. "Nobody Knows" – 3:07
3. "Beginning of the End" – 4:10
4. "It Still Means Something" – 3:16
5. "Rock 'N' Roll Dream" – 2:43
6. "You Gotta Have It" – 2:55
7. "Take It on the Chin" – 4:02
8. "Calling the Shots" – 4:03
9. "Collar Felt Blues" – 3:14
10. "Shit or Bust" – 2:16
11. "Go Down Fighting" – 2:42
12. "Grin and Bear It" – 2:35
13. "Snide" – 5:04

## Skład
- Jeff "Stinky" Turner – wokal
- Mick Geggus – gitara, wokal
- Tony Van Frater – gitara basowa, wokal
- Andrew Laing – perkusja, wokal